# Dicranomyia coheri
Dicranomyia coheri är en tvåvingeart som först beskrevs av Alexander 1964.  Dicranomyia coheri ingår i släktet Dicranomyia och familjen småharkrankar.
Artens utbredningsområde är Jamaica. Inga underarter finns listade i Catalogue of Life.